# ابرسباخ (گورلیتس)
ابرسباخ (گورلیتس) (به آلمانی: Ebersbach/Sa.) یک منطقهٔ مسکونی در آلمان است که در ابرسباخ نویگرسدورف واقع شده‌است. ابرسباخ ۸٬۱۰۸ نفر جمعیت دارد.

## خواهرخوانده
شهر Bourg-lès-Valence خواهرخواندهٔ ابرسباخ (گورلیتس) هست.